# Силинский, Даниил Андреевич
Даниил Андреевич Силинский (бел. Данііл Андрэевіч Сілінскі; род. 6 января 2000, Барановичи, Брестская область) — белорусский футболист, полузащитник клуба «Гомель». Выступает на правах аренды в минском «Динамо».

## Карьера

### «Барановичи»

#### Начало карьеры
Начинал заниматься футболом в барановичской ДЮСШ №5, откуда затем перебрался в местный клуб «Барановичи». В начале 2018 года футболист стал тренироваться в основной командой клуба. Дебютировал за клуб футболист 27 мая 2018 года в матче против бобруйской «Белшины», выйдя на замену на 65 минуте, а в концовке основного времени заработал прямое удаление. На протяжении сезона футболист получал мало игровой практики, лишь в последних турах чемпионата выходя на поле в стартовом составе, результативными действиями не отличившись. По итогу дебютного сезона футболист вместе с клубом завершил чемпионат на итоговом предпоследнем месте. В следующем сезоне 2019 года футболист закрепился в основной команде клуба, однако вылетел во Вторую лигу.

#### Аренда в «Слоним-2017»
В феврале 2020 года футболист на правах арендного соглашения присоединился к клубу «Слоним-2017» до коцна сезона. Дебютировал за клуб футболист 18 апреля 2020 года в матче против пинской «Волны», выйдя на поле в стартовом составе. Дебютный гол за клуб футболист забил 30 сентября 2020 года в матче Кубка Беларуси против гродненского «Немана». На протяжении сезона футболист был в слонимском клубе в роли одного из ключевых игроков, отличившись своим единственным забитым голом. По итогу сезона футболист вместе с клубом завершил чемпионат на итоговом восьмом месте. По окончании срока арендного соглашения футболист покинул слонимский клуб.

#### Возвращение в «Барановичи»
В начале 2021 года футболист начинал готовиться к новому сезону с основной командой «Барановичей», которые смогли вернулся назад в Первую лигу. В марте 2021 года футболист продлил контракт с барановичский клуб. Новый сезон футболист начал 17 апреля 2021 года с матча против новополоцкого «Нафтана», выйдя на поле в стартовом составе в роли капитана клуба. На протяжении всей первой половины сезона футболист продолжал выступать за барановичский клуб в роли одного из ключевых игроков, однако результативными действиями не отличился.

#### Аренда в «Сморгонь»
В июле 2021 года футболист на правах арендного соглашения присоединился к «Сморгони» до конца сезона. Дебютировал за клуб футболист 15 августа 2021 года в матче против солигорского «Шахтёра», выйдя на поле в стартовом составе. Однако за сезон футболист так и не смог полноценно закрепиться в основной команде сморгонского клуба, чередуя матчи в стартовом составе и со скамейки запасных, результативными действиями не отличившись. По итогу сезона футболист вместе с клубом завершил чемпионат на итоговом предпоследнем месте, вылетев в Первую лигу. По окончании срока арендного соглашения в ноябре 2021 года футболист покинул клуб.

### «Энергетик-БГУ»
В начале 2022 года футболист проходил просмотр в дзержинском «Арсенале», а позже и в «Энергетике-БГУ». В марте 2022 года футболист официально присоединился к столичному «Энергетику-БГУ». Дебютировал за клуб футболист 19 марта 2022 года в матче против «Витебска», выйдя на поле в стартовом составе. Футболист быстро смог закрепиться в основной команде, на протяжении сезона выступая в роли одного из ключевых игроков. По итогу дебютного сезона футболист вместе с клубом стал серебряным призёром чемпионата. Сам же футболист за сезон сыграл в каждом матче чемпионата, однако результативными действиями не отличился. В декабре 2022 года футболист получил роль вице-капитана клуба. В следующем сезоне 2022 года футболист продолжал выступать за клуб в роли одного из ключевых игроков клуба. В июле 2023 года футболист покинул клуб, расторгнув контракт по соглашению сторон.

### «Гомель»

#### Сезон 2023
В августе 2023 года футболист присоединился к «Гомелю» на правах свободного агента, подписав контракт на полтора сезона. Дебютировал за клуб футболист 12 августа 2023 года в матче против новополоцкого «Нафтана», выйдя на поле в стартовом составе. Дебютный гол за клуб и в чемпионате футболист забил 27 августа 2023 года в матче против солигорского «Шахтёра». На протяжении всего сезона футболист был ключевым игроком гомельского клуба, отличившись 4 забитыми голами и 2 результативными передачами. По итогу сезона футболист вместе с клубом завершил чемпионат на итоговом шестом месте. Новый сезон футболист начинал в составе гомельского клуба, проведя матч в чемпионате. В марте 2024 года футболист продлил контракт с гомельским клубом до конца 2025 года.

#### Аренда в «Динамо» Минск
В конце марта 2024 года появилась информация, что футболист на правах арендного соглашения может присоединился к минскому «Динамо». В скором времени футболист официально присоединился к минскому клубу на правах арендного соглашения до конца сезона. Дебютировал за клуб футболист 21 апреля 2024 года в матче против жодинского «Торпедо-БелАЗ», выйдя на замену в начале второго тайма. В матче 19 мая 2024 года против солигорского «Шахтёра» футболист получил серьёзную травму и был заменён в перерыве. В середине октября 2024 года, как сообщили в пресс-службе минского клуба, футболист оправился от травмы и приступил к индивидуальным тренировкам. Вместе с клубом футболист досрочно стал победителем чемпионата Беларуси. Свой первый матч после травмы футболист сыграл 2 декабря 2024 года против «Сморгони», выйдя на поле в стартовом составе и в последствии заработал прямое удаление с поля. 
В начале февраля 2025 года минское «Динамо» продлило аренду футболиста ещё на сезон. Новый сезон футболист начал с победы за Суперкубок Беларуси, где 22 февраля 2025 года победили гродненский «Неман», однако сам футболист остался на скамейке запасных. Первый матч в сезоне футболист сыграл 6 апреля 2025 года за «Динамо-БГУФК» против клуба АБФФ U-19, выйдя на поле в стартовом составе. Первый матч за основную команду клуба футболист сыграл 11 мая 2025 года против «Ислочи», выйдя на поле в стартовом составе. Дебютным забитым голом за клуб футболист отличился 17 мая 2025 года в матче против «Молодечно-2018».
В июле возвратился в «Гомель», поскольку минское «Динамо» досрочно прекратило аренду. В высшей лиге-2025 провел лишь три матча, забив один гол.

## Достижения
«Динамо» Минск
- Чемпион Беларуси: 2024
- Обладатель Суперкубка Беларуси: 2025